# WildCats
Wildcats o WildC.A.T.s es un grupo de superhéroes encuadrado en el universo Wildstorm, que era el sello originalmente parte de Image Comics, hasta su separación y posterior vinculación en 1999 en DC Comics, pero formando siempre en la continuidad. Fue creado en 1992 por Jim Lee y Brandon Choi para Image.
Lanzado como un título de cómic original de Image por el popular dibujante de X-Men Jim Lee y su amigo el escritor Brandon Choi, la premisa del cómic giraba en torno a una guerra de siglos entre los alienígenas llamados Kherubim y Daemonites. Los Kherubim, una raza alienígena casi inmortal de aspecto humano con poderes y habilidades excepcionales, viajaron a la Tierra y, mediante la reproducción con humanos, poblaron el planeta con «mestizos». Los daemonitas, además de tener un aspecto temible, también poseían diversas habilidades sobrehumanas, entre ellas la posesión de cuerpos y el control mental sobre los seres humanos.
En España ha sido publicado por Planeta DeAgostini y Norma Editorial.

## Historia ficticia
En la historia galáctica, hubo un conflicto colosal entre dos razas, los monstruosos Daemonitas y los humanoides Kherubim. Dos naves, una pilotada por cada una de estas razas, se estrellaron en la Tierra tras un combate aéreo entre ambas, y los alienígenas intentaron integrarse con los nativos. Los Wildcats (lit. Gatos Salvajes), oficialmente el Wild Covert Action Team (WildC.A.T.s; Equipo de Acción Encubierta Salvaje), son un equipo creado en tiempos recientes para la guerra Kherubim-Daemonite. Formado por el Emp de Khera para luchar contra las actividades daemonitas en la Tierra, el equipo estaba compuesto por varios kherubum mestizos, entre ellos Spartan, Zealot, Maul, Grifter y Voodoo.

## Historia de publicación
El equipo apareció por primera vez en agosto de 1992 en el primer número de su cómic homónimo WildC.A.T.s: Covert Action Teams, publicado por Image Comics. Fue el primer trabajo publicado por Jim Lee, socio fundador de Image, y su primer proyecto de creación propia. Los Wildcats fueron el punto de partida de la colección de creaciones de superhéroes interconectados de Lee que se convirtió en la base del Universo Wildstorm. The Wildcats se lanzó en la cúspide de un boom de ventas de cómics impulsado por los especuladores y fue tremendamente popular en sus inicios, con ventas al por mayor a las tiendas de cómics por encima del millón de ejemplares en los primeros números. Esta primera serie duró 50 números y, además de Lee, contó con el trabajo de creadores de cómics como Travis Charest, Chris Claremont, James Robinson y Alan Moore. Esta popularidad hizo que la propiedad se expandiera a otros medios, con una adaptación animada del cómic que debutó en la CBS en 1994 y una línea de figuras de acción de Playmates Toys.
En 1998, la propiedad de los conceptos y personajes de los Wildcats se vendió a DC Comics, filial de Time Warner, como parte de la adquisición por parte de DC de la empresa de Lee, Wildstorm Productions. Pronto se lanzó una nueva encarnación del equipo bajo el título simplificado Wildcats, que se centraba en los antiguos miembros del equipo ahora disuelto y enfatizaba un tono más duro durante su serie de 28 números. La tercera serie, Wildcats Versión 3.0, giraba en torno a la Corporación HALO, su director ejecutivo Jack Marlowe (una amalgama de los miembros originales del equipo, Spartan y Void), Grifter y una galería de nuevos personajes que subvertían la política corporativa para su causa de crear un mundo mejor. Esta encarnación duró 24 números y fue seguida por una serie limitada de nueve números titulada Wildcats: Nemesis, que volvió a un estilo más superheroico que recordaba a la primera serie. A finales de 2006, se lanzó una cuarta serie continua como parte de la iniciativa editorial Worldstorm. La serie supuso el regreso de Jim Lee como dibujante regular por primera vez desde el primer volumen, mientras que Grant Morrison se hizo cargo de la escritura. Sólo se publicó un número y los siguientes quedaron en suspenso. A mediados de 2008, se lanzó el quinto volumen de Wildcats, vinculado al crossover World's End.

## Equipos Creativos

### Volumen 1
- 0-9: Jim Lee (guion, dibujo), Brandon Choi (diálogos)
- 10-13: Chris Claremont (guion), Jim Lee (dibujo)
- 14: Erik Larsen (guion, dibujo)
- 15-20: James Dale Robinson (guion), Travis Charest, Jim Lee (dibujo)
- 21-34: Alan Moore (guion), y varios artistas (Jim Lee, Mat Broome, Travis Charest y otros)
- 35-36: Barbara Kesel (guion), Pascual Ferry, Rich Johnson y Carlos D'Anda (dibujo)
- 37-50: Brandon Choi, John Peterson (coguionistas) y Mat Broome (dibujo)

### Volumen 2
- 1-7: Scott Lobdell, Joe Casey (coguionistas), Travis Charest y otros (dibujo)
- 8-28: Joe Casey (guion), Sean Phillips, Steve Dillon (dibujo)

### Volumen 3.0
- 1-24: Joe Casey (guion), Dustin Nguyen (dibujo)

### Volumen 4
- 1: Grant Morrison (guion), Jim Lee (dibujo). Sólo se publicó el primer número y no se espera, de momento, continuación.

### Volumen 5
- 1-12: Christos Gage (guion), Neil Googe, Pete Woods (dibujo)

- 13-18: Christos Gage (guion), Shawn Moll (dibujo)

- 19-Actualidad: Adam Beechen (guion), Tim Seeley (dibujo)

### Wild C.A.T.S/X-Men
Después de aquel Batman/Spawn con Mcfarlane y Frank Miller el segundo crossover más esperado de la historia era el Wild C.A.T.S./X-Men que todo el mundo esperaba que hiciera Jim Lee enfrentando a sus creaciones contra el grupo que le convirtió en estrella. Sin embargo Lee tenía en mente algo bastante más original: el crossover constaría de cuatro especiales one-shot donde Lee dibujaría el segundo de ellos. La idea era no simplemente narrar el encuentro de ambos grupos sino que les inventaron todo un pasado e incluso un futuro en común. La primera obra especial de Scott Lobdell y Travis Charest se títulaba "The Golden Age" y cuenta las aventuras de Wolverine y Zealot en la Segunda Guerra Mundial. El cómic tiene un color sepia pareciendo una película clásica, Wolverine también viste en plan Bogart (como en aquella época que vivía aventuras en Madripur), los villanos serán los nazis comandados por Kenian. El segundo es "The Silver Age" y aquí ya tenemos a Lee en plena forma en una historia del pasado de Grifter formando equipo con Jean Grey de los X-Men originales con la participación de Nick Furia y Zealot de damisela en apuros. El número tres es "The Modern Age" y está dibujado nada menos que por Adam Hughes.
Este será el crossover propiamente dicho con los nuevos X-Men colaborando con los Wild C.A.T.S originales contra el club fuego infernal. De nuevo otra obra maestra con momentos de auténtica antología como el combate entre Warblade y Rondador Nocturno. No faltan un par de pin-ups de Voodoo, la especialidad de Hughes, ni la viñeta a doble página con ambos grupos al ataque. Por último "The Dark age" redondea la jugada dando un vistazo al futuro que es, como no podía ser de otra manera tras "Días del futuro pasado", apocalíptico. El "chico malo" de la casa monta un pollo de mucho cuidado con un futuro dominado por una fusión de Daemonita y Centinela. Los C.A.T.S y los X-men serán compañeros en el campo de exterminio donde la única esperanza serán los rebeldes Grifter y Lobezno. Los DV8 aparecen como soldados de los centinelas junto con algún que otro miembro de Los nuevos mutantes. Y tras todo este alarde de originalidad habíamos visto muchas cosas pero lo que no habíamos visto era a los X-Men de la etapa de Jim Lee junto a los Wild C.A.T.S de la época más reciente, que al fin y al cabo era lo que todos esperábamos ver. Pienso que quizás quisieron estirar un poco más el tema con un cuarto especial que ya sería en el presente y que sin duda iba a dibujar Lee pero al final este se comprometió con Marvel para lo de los Héroes Reborn y finalmente nos quedamos sin ver el ansiado evento.

### Wildcats Némesis
Serie de nueve números con guion de Robbie Morrison y dibujos de Talent alowell, Andy Smith y Horacio Domíngues (encargándose este último de los numerosos flashbacks que sitúan al personaje en diferentes épocas históricas; incluyendo un encuentro con el mismísimo Sherlock Holmes). La historia presenta una nueva heroína: Charis de Adrastea. Su apellido es una palabra griega que se traduce literalmente como "Nemesis" y precisamente actúa como Nemesis de Zealot en la hermandad Coda. Este cómic nos explica muy bien la división en Castas de la sociedad kherana: señores de la guerra, forjadores, titanes, guardia espartana, hermandad Coda y hermandad de la espada. Precisamente estos últimos se aliarán con una fracción disidente daemonita para provocar la caída de las Coda...culpando de ello a Charis de Adrastea. Eso es sólo el principio de una conspiración gigantesca con la que pretenden influenciar en el destino de la humanidad. Durante siglos Charis les ha combatido en secreto mientras es perseguida por los Wildcats y en especial por Zealot, quién la considera responsable de la muerte de las Coda,y Majestic;quién estuvo enamorado de ella y descubrimos incluso un triángulo amoroso con Zealot.
Finalmente la conspiración saldrá a la luz y Nemesis se unirá a los Wildcats para combatir a la hermandad de la espada liderada por Raven (otro amante de Nemesis...de quién, por cierto, también se enamora Cole Cash). La batalla final se desarrolla en la espectacular "nave espada" donde asistiremos al duelo entre Nemesis y Raven. Mención aparte merecen los mencionados flashbacks que cuentan diversas aventuras de Nemesis en el Lejano Oeste, el Londres victoriano, el Detroit de los años; todo contribuye a forjar la leyenda de Nemesis: la mujer a la que se considera como «la encarnación de la venganza».

## Miembros

### Equipo original
El equipo original de WildC.A.T.s (Equipo de Acción Encubierta) estaba formado por:
- Spartan (Jack Marlowe, originalmente Hadrian-7): Tras morir Yohn Kohl durante una batalla contra los Daemonitas, su personalidad fue transferida a un robot de la Guardia Espartana. Este cuerpo androide le otorgó varios poderes nuevos, incluida la capacidad de repararse a sí mismo. Originalmente pensado para ser un cíborg altamente sofisticado que podía «morir» y ser fácilmente descargado a otro cuerpo,[1] el personaje de Spartan ha sido revisado varias veces. Spartan fue uno de los muchos androides de la serie Spartan fabricados en Khera, siguiendo el modelo del héroe kherubim Yohn Kohl,[2] que en la Tierra sería conocido como John Colt. Tras la aparente muerte de Colt en combate, Jacob Marlowe implantó algunos de los recuerdos y la personalidad de Colt en los cuerpos de los Spartan.[3] Además, Jacob encargó a un científico que diseñara la inteligencia artificial de Spartan, a sabiendas de que el científico lo modelaría a imagen y semejanza de su yerno fallecido, Zachary Krieger.[4] Jacob afirmó que lo había hecho para conceder a Spartan una afinidad con la humanidad, lo que tuvo el efecto secundario de impedir que la personalidad de Colt lo abrumara.[2] Spartan tuvo una relación intermitente con Voodoo. Con el tiempo, los recuerdos y la personalidad de Colt volvieron y, durante algún tiempo, Spartan se consideró a sí mismo John Colt.[2] Aunque se activaría otra unidad Spartan sin los recuerdos de Colt, y John Colt abandonaría el equipo, con el tiempo la personalidad de Colt remitió.[5]Tras la muerte de Emp, Spartan asumió la identidad de Jack Marlowe, el «sobrino» de Jacob, y se convirtió en el director general de Halo.[6] Más tarde, absorbió poderes del Vacío,[7] convirtiéndose en uno de los seres más poderosos del Universo Wildstorm. Jack se alejó del papel de superhéroe e intentó hacer del mundo un lugar mejor introduciendo tecnología kheran muy avanzada en la sociedad humana. En algún momento, perdió los poderes del Vacío. Spartan pasó a proponer a Voodoo en el Carrier. Todos los cuerpos de Spartan poseen cierto grado de fuerza y resistencia increíbles y son capaces de volar (aunque se explicó que sólo volaba cuando era necesario, porque consumía mucha energía de sus reservas), ionizar gases en explosiones de plasma controladas[8] e interactuar con sistemas electrónicos a través de diversos puertos de su cuerpo.[8][9]
- Grifter (Cole Cash): Antiguo agente del gobierno y miembro del Equipo 7, Grifter es un hábil francotirador y combatiente cuerpo a cuerpo. Su increíble precisión con las armas de fuego le convierte en uno de los hombres más letales del planeta. La exposición al Factor Gen le ha conferido fuertes poderes de telequinesis y telepatía. Encontrado por Zealot tras adquirir poderes Gen-Activos como resultado de la exposición del Equipo 7 al Factor Gen, Zealot le ayudó a recuperarse de la terrible experiencia y le enseñó a eliminar completamente sus poderes mentales, así como a recuperarlo a voluntad. Zealot también lo entrenó en técnicas de combate Coda, convirtiéndolo en el único hombre entrenado por la Coda. Fue el único miembro del equipo original que no utilizó ningún poder posthumano activo. Grifter abandonó el equipo por primera vez después de que Jacob hiciera un pacto con Hightower, el hombre responsable de matar a Lonely, el amigo de Cole, lo que dio lugar a su etapa como agente en solitario, relatada en sus dos series continuas. Con el tiempo, volvió a unirse a los WildC.A.T.s y, a lo largo de los años, mientras el equipo se reformaba y disolvía en numerosas ocasiones, Cole mantuvo los lazos con Halo y sus compañeros de equipo, en particular con Jack Marlowe. Grifter sufrió graves lesiones en las piernas durante una misión y tuvo que usar una silla de ruedas durante algún tiempo, llegando a utilizar el cuerpo robótico de Ladytron como sustituto por control remoto sobre el terreno. Con el tiempo, los poderes de Grifter curaron sus piernas heridas y le permitieron volver a caminar.[10]
- Zealot (Lady Zannah): Una kherubim y guerrera de la Coda (un clan aislado de guerreras kherubim fundado en la Antigua Grecia). Zealot es la antigua Majestrix de los Coda y ayudó a desarrollar las virtudes y prácticas de esta hermandad. Zealot ha vivido durante miles de años y ha tenido muchas relaciones tanto con humanos como con alienígenas. En Khera, Zealot recibió la orden de reproducirse con Majestros, lo que hizo, dando lugar al nacimiento de Savant. Sin embargo, como tener un hijo cambiaría la posición social de Zealot y significaría no volver a ser una guerrera nunca más, Harmony, la madre de Zealot, la convenció para que mintiera a todo el mundo diciendo que el niño había nacido muerto, mientras Harmony fingía que el niño era, de hecho, suyo. La niña recibió el nombre de Kenesha y fue criada como hermana de Zealot, aunque Kenesha sería más conocida por el nombre de Savant.[11] Zealot abandonó la hermandad de la Coda por considerar que no seguían los verdaderos preceptos de la orden, y luchó contra ella en varias ocasiones. Formó parte del Equipo Uno bajo el alias de Lucy Blaze.[12] Zealot mantuvo alguna vez una relación sentimental con Grifter, y ambos mantuvieron habrán de tener aventuras amorosas a lo largo de los años. Zealot abandonó los Wildcats y se unió brevemente al Departamento PSI y colideró WildCORE con Backlash, un mitad kherano y antiguo miembro del Equipo 7. En años posteriores, Zealot fingió su propia muerte y comenzó a cazar a las Coda por su cuenta, antes de ser devuelta a los Wildcats.[13]
- Vudú (Priscilla Kitaen): Una telépata de ascendencia híbrida humana-kherubim-demonita, Vudú tiene la capacidad de ver a los daemonitas que han poseído a otros seres y sacarlos de los cuerpos que han poseído. Vudú era bailarina exótica antes de ser rescatada por los WildC.A.T.s de manos de los daemonitas.[14] Más tarde, Zealot la entrenó en combate[15] y empezó a sentirse atraída por Spartan. Con el tiempo se descubrió que uno de sus antepasados era el resultado de un intento de unir a un kherubim con el cuerpo de un daemonita.[16] Cuando los WildC.A.T. fueron a Khera, Priscilla descubrió que la Guerra kherubim-daemonita había terminado siglos antes, y fue tratada como ciudadana de segunda clase debido a su ascendencia daemonita. Desilusionada con los WildC.A.T.s, y en particular con Zealot y Emp, Vudú abandonó el equipo y viajó a Nueva Orleans, donde estudió magia vudú.[17] Vudú regresó brevemente a los WildC.A.T.s,[18][19]aunque el equipo se disolvería y volvería a formarse[20] y, finalmente, tras la aparente muerte de Zealot, los miembros del equipo tomaron caminos separados por lo que parecía ser la última vez.[21][22] Priscilla acabó viviendo con su antiguo compañero de equipo Jeremy Stone. Priscilla fue objetivo del asesino en serie posthumano Samuel Smith, que utilizó sus poderes para cortarle ambas piernas y herirle la garganta. Priscilla fue contactada por un daemonita benévolo, considerado un objetor de conciencia de la guerra kheran-daemonita, que la ayudó a perfeccionar sus poderes de curación y dilatación temporal, hasta entonces desconocidos, permitiendo a Pris recuperar sus piernas.[23] Pris empezó a salir con Jeremy, aunque con el tiempo rompieron. Pris volvió a unirse a los Wildcats tras el evento Armagedón y pronto volvió a iniciar una relación sentimental con Spartan.[24] Spartan acabó pidiéndole matrimonio. Además de sus poderes telepáticos, curativos y de dilatación temporal, Voodoo es una émpata,[25] capaz de sentir las emociones de la gente, y ha sido entrenada en el uso de la magia vudú, pudiendo conectarse con los muertos y resucitarlos, aunque la primera vez que lo intentó, se encontró rápidamente agotada.[26]
- Maul (Jeremy Stone): Un híbrido humano/titántropo capaz de aumentar su tamaño y su masa a expensas de su capacidad de razonamiento, Maul experimenta una poderosa ira y es en realidad un científico ganador del premio Nobel[27][28] llamado Dr. Jeremy Stone. Con el tiempo descubrió que podía aumentar su inteligencia disminuyendo su masa corporal, pero esto resultó ser físicamente agotador.[29]
- Warblade (Reno Bryce): Híbrido humano/kherubim y miembro del Gremio de Modeladores de Khera, Warblade puede transformar su cuerpo en metal líquido y moldearse a sí mismo en una variedad de armas blancas y objetos afilados, así como resistir traumas inmensos, incluyendo explosiones masivas[30] y exposición a calor intenso.[31] Warblade también es un avezado artista marcial.[32] Aunque es una máquina de matar virtual, Reno también tiene alma de artista, y sus obras esculpidas se exhiben en importantes galerías de arte. Aunque Reno se mantuvo alejado de los Wildcats durante un tiempo, regresó al equipo tras el evento Armagedón.
- Void (Adrianna Tereshkova): Tiene la capacidad de ver el futuro y teletransportarse a sí misma y a otros a cualquier lugar de la Tierra gracias a la absorción de un Orbe de Poder. Con el tiempo, Void se fue distanciando cada vez más de la humanidad y la parte de su espíritu que era Adrianna pasó a la otra vida.[33] La entidad Void existió sin ningún huésped durante un breve periodo de tiempo, hasta que Noir saboteó el viaje de Void a otra dimensión, lo que provocó la desintegración de la entidad.[34] Jack Marlowe absorbió los poderes de Void[35] antes de que se uniera al paramédico Nikola Hanssen.[36]
- Lord Emp (Jacob Marlowe): Señor de los Kherubim, Emp ha adoptado diversas apariencias durante su estancia en la Tierra, siendo su alias más conocido Jacob Marlowe, propietario de la Corporación Halo. Durante la mayor parte de su estancia en los Wildcats, Emp tenía escaso control sobre sus poderes, actuando principalmente como líder y consejero del equipo, sin salir por lo general al campo de batalla. Con el tiempo, Emp inició un proceso conocido como la Ascensión, en el que se transformó en un ser alienígena más evidente. Para poder ascender finalmente, Emp necesitaba que alguien lo matara y con el tiempo se vio obligado a pedirle a Spartan que lo hiciera, a lo que este accedió.[37] La última aparición de Emp fue en el especial Wildstorm: A Celebration of 25 Years, en el que contacta y aconseja a Spartan desde el más allá.[38]

## Wildcats en la TV
A finales de los años 90, el extinto canal Fox Kids llevó una versión animada televisiva Producida por Nelvana Limited y WildStorm Productions llamada WildC.A.T.s, la cual emitió tan sólo 13 episodios durante una sola temporada.

## Edición Española

### Comics Books
Publicados por Planeta Deagostini:
- WildC.A.T.s (volumen uno) serie regular de 23 números (XII/1994-XI/1996): Por Jim Lee, Brandom Choi, Chris Claremont, Erik Larsen, James Dale Robinson, Travis Charest, Alan Moore y otros; esta serie comprende el material de los WildC.A.T.s Vº1 Nºs 0, 5-28.
- Fire From Heaven serie limitada de 20 números (1997): Por Alan Moore, Travis Charest y otros; en los Nºs 10 y 16 comprende el material de los WildC.A.T.s Nºs Vº1 29 y 30.
- WildC.A.T.s (volumen dos) serie regular de 20 números (VII/1997-VI/1998): Por Alan Moore, Barbara Kesel, Pascual Ferry, Rich Johnson, Carlos D'Anda y otros; esta serie comprende del material de WildC.A.T.s Vº1 Nºs 31-50.
- WildC.A.T.s (volumen tres) serie regular de 19 números (X/1999-IV/2001): Por Scott lobdell, Travis Charest y otros; esta serie comprende el material de WildC.A.T.s Vº2 Nºs 1-19.

### Tomos
Publicados por Planeta Deagostini:
- WildC.A.T.s (IX/1994): Por Jim Lee y Brandom Choi, este libro comprende el material de los WildC.A.T.s Vº1 Nºs 1-4 y del WildC.A.T.s Compendium. Tuvo una segunda edición en 1997.
- Obras Maestras Nº29 WildC.A.T.s/Cyber Force: Instinto Asesino (V/1998): por Jim lee, Marc Silvestri y otros; este libro comprende del material de los WildC.A.T.s Vº1 Nºs 6-7 y de los Cyber Force Vº2 Nºs 2-3.
- WildC.A.T.s: Trilogía (V/1995): Por Brandom Choi y Jae lee, este libro comprende del material de los WildC.A.T.s trilogy Nºs 1-3.
- El Arte De Jim Lee (V/1997): Por Jim Lee y otros, este libro comprende diverso material, incluidos los WildC.A.T.s Vº1 Nºs 5, 8 y 9.
- Wildstorm Rising (XII/1997): Por James Robinson, Barry Windsor-Smith, Travis Charest, Brandom Choi y otros; este libro comprende diverso material, incluido el WildC.A.T.s Vº1 Nº20.
- WildC.A.T.s-X-Men (XI/2000): Por Scott Lobdell, James Robinson, Warren Ellis, Travis Cahrest, Jim lee y otros; este libro comprende del material de los WilDC.A.T.s-X-Men: The Golden Age, WilDC.A.T.s-X-Men: The Silver Age, WilDC.A.T.s-X-Men: The Modern Age y WilDC.A.T.s-X-Men: The Dark Age.
- WildC.A.T.s: Homecoming (XI/2000): Por Alan Moore, Travis Charest, Kevin Maguire y otros; este libro comprende el material del Trade Paperback WildC.A.T.s: Homecoming (VIII/98) que, a su vez, recoge el material de la edición original de los Nºs 21-27 de WildC.A.T.s; publicados en España como Nºs 17-23.
- WildC.A.T.s: Gang War (V/2001): Por Alan Moore, Travis Charest, Jim Lee y otros; este libro comprende del material de Trade Paperback WildC.A.T.s: Gang War (XI/98) que, a su vez, recoge el material de la edición original de los Nºs 28-34 de WildC.A.T.s; publicados en España como WildC.A.T.s Vº1 Nº23, Fire From Heaven Nºs 10 y 16,y WildC.A.T.s Vº2 Nºs 1-4.
- Wildcats: Battery Park (VI/2005): Por Joe Casey, Steve Dillon y Sean Phillips; este libro comprende del material de los WildC.A.T.s Vº2 Nºs 20-28.
- Wildcats: Versión 3.0; serie limitada de 8 tomos prestigios (VI/2005-VI/2006): Por Joe Casey, Dustin Nguyen y otros; estos tomos comprenden del material de los WilC.A.T.s: Version 3.0 Nºs 1-24.

Publicados por Norma Editorial:
- Wildcats: Némesis; serie limitada de 2 prestigios (V/2007-VI/2007): Por Robbie Morrison, Talent Caldwell, Horacio Domingues y otros; estos tomos comprenden del material de los Wildcats: Némesis Nºs 1-9.
- WildC.A.T.S de Alan Moore (Único volumen); tapa dura (II/2009): Por Alan Moore, Travis Charest, Mat Broome, Ryan Benjamin y otros; este tomo comprende del material del softcover Alan Moore's complete WildC.A.T.S (VIII/2007) que, a su vez, recoge material de los WildC.A.T.S Vº1 Nºs 21-34 y 50.
- Archivos WILDSTORM: WildC.A.T.S 01, Resurección; tomo de tapa blanda (VI/2009): Por Jim lee, Braidon Choi, Travis Charest, Jae lee y otros; este tomo comprende del material de la serie americana WildC.A.T.S Nºs 0-4, el WildC.A.T.S Special y la miniserie de 3 números WildC.A.T.S Trilogy.